# اونیته فلورس
اونیته فلورس متولد ۱۲ سپتامبر ۱۹۹۸ از کشور هندوراس است. او رقاص، مدل، و یک مجری تلویزیونی در این کشور است. به او لقب سلنا گومز هندوراس رو داده‌اند.

## زندگی‌نامه
اونیته فلورس به تاریخ ۱۲ سپتامبر سال ۱۹۹۸ در کشور هندوراس به دنیا آمد. تحصیلات آکادمیک خود را در رشته روانشناسی و در دانشگاه خوزه سیسیلیو دل واله گذراند. وی در تاریخ ۱۵ سپتامبر سال ۲۰۱۵ در رژه ملی که هر ساله به خاطر استقلال هندوراس برگزار می‌شود به شهرت رسید. همچنین او با نام تینکربل در بین عامه مردم شناخته شده‌است و به عنوان نماینده کشور هندوراس در فستیوال دختران شایسته سال ۲۰۱۷ حضور داشته‌است.